# Nicholas Galitzine
Nicholas Dimitri Constantine Galitzine (* 29. září 1994) je britský herec a zpěvák. Je znám pro své role ve filmech High Strung, Pokušitel (oba 2016), Příběh Popelky (2021), Zranitelná srdce (2022), Bottoms, Červená, bílá a královsky modrá (2023).

## Život
Nikolas Dimitrij Konstantin Galitzine se narodil 29. září 1994 ve městě Hammersmith, Londýn, Anglie.
Jeho příjmení Galitzine, respektive Golitsyn, je používáno[kým?] pro skutečnost, že je pravděpodobně potomek ruské šlechtické rodiny Golicynů (pravděpodobně pochází jeho předkové z Haliče – něm. Galitzie).
Rod Golicynů byl založen v Litvě v 15. století. Golicynové se později stali knížecím rodem Carského Ruska a Ruského impéria. Rodina se později rozdělila do čtyř větví, kolem roku 1700; jedna rodina vymřela, zatímco do roku 1917 všechny větve, kromě jedné, byly vyhoštěny nebo vyvražděny během Ruské revoluce, která skončila roku 1923. Kvůli tomu uprchli údajně Nicholasovi předci do Spojeného království.
Otec, Geoffrey Leo Alexander Galitzine, je podnikatel a bývalý finančník v Londýně, jehož byznysový zájem zahrnuje recyklování skla. Matka, Lora Maria Konstantina Galitzinová (rodné příjmení Papayanni), také finančnice, je řeckého původu. Sestra, Lexi Galitzinová, je ilustrátorka a interiérová stylistka.
V dětství hrál rugby a fotbal a účastnil se státních atletických soutěží. Hrál za Harlequins Academy, dokud neutrpěl zranění rotátorové manžety, kvůli kterému se sportem přestal.

## Kariéra
Galitzine získal svou první roli ve filmu Můj soused rocker v roce 2014, kde hrál společně s Lukem Perrym. Podílel se také na mnoha písních k originálnímu soundtracku tohoto filmu.
Roku 2015 se ukázal v epizodě seriálu Legenda. Časopisem Screen International byl pojmenován „Hvězdou zítřka“. Roku 2016 zazářil v americkém dramatu High Strung, kde hrál mladého houslistu hrajícího ve stanici metra. Dále hrál mladého nevyoutovaného gay studenta v irském comedy-drama Handsome Devil, který byl později nominován na 5 ocenění 15th Irish Film & Television Awards.
Roku 2017 se ukázal v novozélandském mysteriózním dramatu The Changeover. Ve filmu The Watcher in the Woods hrál po boku americké herečky Anjeliky Houston. Galitzine byl obsazen do své přední televizní role v netflixovém hororovém dramatu Komnaty (seriál). V roce 2019 hrál ve filmu Share.
Roku 2020 hrál v roli bisexuálního teenagera Timmyho ve filmu The Craft: Legacy, který je sequelem k filmu The Craft. V roce 2021 ztvárnil prince Roberta v muzikálu Cinderella a zároveň se objevil v 7 písních k filmovému soundtracku. Jeho single „Comfort“ byl vydán 24. června 2022. Dále hrál v netflixovém filmu Zranitelná srdce, který vyšel 29. července 2022.
11. srpna 2023 Galitzine zazářil jakožto hlavní představitel v LGBT romantické komedii Červená, bílá a královsky modrá, založené na novele stejného jména z roku 2019; ztvárňuje anglického prince, prince Henryho, po boku Taylora Zakhara Pereze. Také je obsazen do role, kde bude hrát společně s Anne Hathaway, ve filmu The Idea of You, kde ztvárňuje člena chlapecké kapely. Dále v roce 2023 byl obsazen do titulní role vévody z Buckinghamu v historickém seriálu Mary & George, společně s Julianne Moore.

## Osobní život
Galitzine má mnoho koníčků a vyjádřil zájem o jízdě na koni, terénní jízdě a exploringu. Je také hudebník, který zpívá a hraje na kytaru a piano. Chce se objevit v rolích, kde by hrál společně s Edgarem Wrightem nebo Christopherem Nolanem, Jamesem McAvoyem a Cillianem Murphym. Ve svém sportovním životě je podpůrce anglického fotbalového klubu Arsenal F.C.
V červnu 2023 byl jmenován prvním globálním ambasadorem pánské módy luxusního módního domu Fendi.